# Ewelina Kobryn
Ewelina Kobryn, née le 7 mai 1982 à Tarnobrzeg (Pologne), est une joueuse polonaise de basket-ball.

## Biographie
Elle remporte en 2013 l'Euroligue avec UMMC Iekaterinbourg, bien que blessée au match précédent. En mai 2014, elle annonce annonce qu'elle disputera les Qualifications au championnat d'Europe de basket-ball féminin 2015 manquant ainsi quelques rencontres de la saison WNBA 2014 qu'elle dispute avec le Mercury de Phoenix.
Elle remporte avec le Mercury le titre WNBA 2014 face au Sky de Chicago par trois victoires à zéro.
Après plusieurs saisons en tant que troisième option intérieure à UMMC Iekaterinbourg (5,3 points et 3,3 rebonds en 2014-2015 en Euroligue), elle rejoint la Turquie pour 2015-2016 et s'engage avec le club d'Euroligue de Fenerbahçe SK.
Retournée à Cracovie pour 2016-2017 (14,4 points, 7,4 rebonds et 3,2 passes décisives en moyenne par match d'Euroligue ; 12,1 points et 7,6 rebonds en championnat), elle s'engage pour 2017-2018 avec le club français de Montpellier qu dispute l'Euroligue. Elle quitte cependant prématurément le club fin novembre.

## Clubs
| Saisons   | Équipe                                                       | Pays    |
| 2001-2004 | Wisła Cracovie                                               | Pologne |
| 2004-2007 | Lotos Gdynia                                                 | Pologne |
| 2007-2012 | Wisła Cracovie                                               | Pologne |
| 2012-2015 | UMMC Iekaterinbourg                                          | Russie  |
| 2015-     | Fenerbahçe SK                                                | Turquie |
| 2016-2007 | Wisła Cracovie                                               | Pologne |
| 2017-2017 | Basket Lattes Montpellier Méditerranée Métropole Association | France  |

## Palmarès
- Coupe de Russie 2013[10]
- Vainqueur de l'Euroligue 2013[4]
- Superligue russe 2013, 2014[11].
- Championne WNBA 2014[6]